# Univerzita Mikuláše Koperníka v Toruni
Univerzita Mikuláše Koperníka v Toruni je polská vysoká škola založená po konci druhé světové války. Učenec, jehož jméno nese, se v Toruni roku 1473 narodil. Univerzitě náleží celkem 17 fakult.

## Historie
V meziválečném období existovaly plány na vytvoření vysoké školy v Toruni jako pobočky poznaňské Univerzity Adama Mickiewicze. Začátek války jim však učinil přítrž a teprve 24. srpna 1945 byla založena Univerzita Mikuláše Koperníka. V prvních letech zde působili profesoři a další zaměstnanci Univerzity Štěpána Báthoryho ve Vilniusu, např.
Wilhelmina Iwanowska, první polská profesorka astrofyziky.